# 日和佐町立赤松中学校
日和佐町立赤松中学校（ひわさちょうりつ あかまつちゅうがっこう）は、徳島県海部郡美波町（閉校当時は、日和佐町）にあった公立中学校。
生徒数の減少などの理由で1974年3月31日をもって閉校し、同年4月1日に日和佐町立日和佐中学校（現美波町立日和佐中学校）に統合された。跡地には、美波町立赤松基幹集落センターが建設され活用されている。

## 基礎データ
全校生徒数
- 約？人（1974年当時）

全卒業生数　
- 649人[1]

最寄駅
- 四国旅客鉄道牟岐線北河内駅（閉校当時は、日本国有鉄道牟岐線北河内駅）

最寄バス停
- 徳島バス南部阿地屋バス停（閉校当時は、徳島バス阿地屋バス停）

## 沿革
- 1947年（昭和22年）4月1日 - 学校教育法の施行により、赤松全域を学区とし、赤河内村大字赤松村字阿地屋379−4に徳島県海部郡赤松中学校を創立する。
- 1956年（昭和31年） - 町村合併のため赤河内村から日和佐町に改名。
- 1962年（昭和37年）4月1日 - 徳島県海部郡日和佐町赤松中学校と校名改称。
- 1969年（昭和44年） - 軟式庭球部（現ソフトテニス部）は、春の徳島県大会8強、徳島県総合体育大会16強進出。女子ソフトボール部は、県総体準々決勝進出。
- 1972年（昭和47年）4月1日 - 徳島県海部郡日和佐町立赤松中学校と校名改称。
- 1974年（昭和49年）3月31日 - 閉校され、日和佐町立日和佐中学校（現美波町立日和佐中学校）に統合。

## 部活動
- 剣道部[1]
- 女子ソフトボール部[1]
- 卓球部[1]
- 軟式庭球部[1]

## 関連学校
- 美波町立赤松小学校（閉校当時は、日和佐町立赤松小学校）
- 美波町立日和佐中学校（閉校当時は、日和佐町立日和佐中学校）